# Enciclopedia Libre Universal en Español
La Enciclopedia Libre Universal en Español (EL) fue un proyecto escindido de la Wikipedia en español. Fue creado el 26 de febrero de 2002.
El 27 de enero de 2018 la Enciclopedia Libre contaba con 50 240 artículos y 15 578 imágenes.
Durante un poco más de un año después de su creación en 2002, contó con un grupo de colaboradores y de visitas más numeroso que la Wikipedia en español[cita requerida] (antes de la actualización del software en Wikipedia en octubre de 2002, considerablemente superior). A lo largo de su trayectoria se han ido incorporando materiales que, en el caso de la Wikipedia en español, pertenecen a proyectos paralelos, como entradas de diccionario (cubiertos en Wikipedia en español por el Wikcionario) o documentos históricos (gestionados por Wikisource).
Según algunos de sus colaboradores, al ser desconectada de la enciclopedia madre, la de lengua inglesa, la Enciclopedia Libre no tendría tendencia a ser una mera traducción de la Wikipedia en inglés, y produciría más artículos "locales"[cita requerida]. Sin embargo, los mismos colaboradores piensan que el no poder enlazar con artículos de otras enciclopedias en otras lenguas es privarse de cierta riqueza cultural [cita requerida]. También argumentan que la existencia de varias enciclopedias colaborativas en español constituirían un enriquecimiento del enciclopedismo libre en red, ya que permitirían a quien consulta tener varios puntos de vista sobre un mismo tema.[cita requerida]

## Historia
Debido a ciertas acciones tomadas en Wikipedia, consideradas lesivas, algunos cooperadores decidieron crear una web aislando el fin lucrativo ideado en la empresa Bomis Inc. El primer desarrollo fue en la Universidad de Sevilla decidido por Juan Antonio Ruiz Rivas, uno de sus empleados.
El intercambio entre la Enciclopedia Libre y la Wikipedia en español se hace fundamentalmente mediante la copia integral de artículos de una a otra (también existen wikipedistas que colaboran en EL, produciendo los mismos contenidos para ambas enciclopedias). Aunque en principio pudiera pensarse que este intercambio haría que ambas se parecieran cada día más, de hecho tanto los contenidos como, fundamentalmente, la estructura de la información van divergiendo [cita requerida].

## Estadísticas

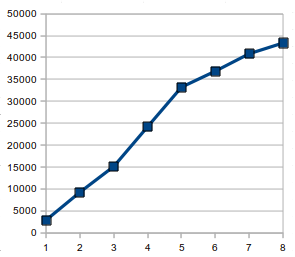
Gráfico de la evolución cuantitativa de los artículos de la Enciclopedia Libre Universal. El eje X muestra la aproximación cuantitativa de los años transcurridos y el eje Y muestra el número de artículos.

| Fecha                    | Artículos |
| ------------------------ | --------- |
| 13 de septiembre de 2002 | 9237      |
| 6 de septiembre de 2003  | 15.116    |
| 10 de septiembre de 2004 | 24.188    |
| 14 de septiembre de 2005 | 28.620    |
| 11 de septiembre de 2006 | 33.215    |
| 25 de septiembre de 2007 | 36.871    |
| 1 de septiembre de 2008  | 40.851    |
| 21 de octubre de 2009    | 43.303    |
| 23 de octubre de 2010    | 46.055    |
| 6 de octubre de 2011     | 47.327    |
| 24 de mayo de 2012       | 47.887    |
| 25 de septiembre de 2013 | 48.887    |
| 21 de febrero de 2014    | 48.969    |
| 3 de julio de 2014       | 49.026    |
| 10 de octubre de 2014    | 49.053    |
| 2 de abril de 2015       | 49.321    |
| 1 de diciembre de 2016   | 49.923    |
| 27 de noviembre de 2017  | 50.129    |
| 3 de marzo de 2023       | 52.944    |

## EL Taller
EL Taller es un proyecto hermano de la Enciclopedia Libre, y su principal diferencia con otros proyectos wiki es que se orienta a la iniciativa y creatividad individual. Se destina a albergar contenidos no enciclopédicos tales como imágenes, poemas, cuentos, entre otras cosas que son creaciones enteramente de cada usuario (a diferencia de Commons).